# 上田久美子
上田 久美子（うえだ くみこ）は、演出家。
奈良県天理市出身。元宝塚歌劇団所属。

## 略歴
2004年、京都大学文学部フランス文学専修卒業。転系をする前に美学美術史を専攻していた。2年間の製薬会社勤務を経て、2006年に宝塚歌劇団に演出助手として入団。
2013年、月組バウホール公演『月雲の皇子 -衣通姫伝説より-』で演出家デビュー。当初の公演はバウホール公演のみだったが、好評のため天王洲銀河劇場にて東上再演を果たした。
2014年に上演された、宙組シアタードラマシティ公演『翼ある人びと - ブラームスとクララ・シューマン -』が、第18回鶴屋南北戯曲賞の最終候補に残った。
2015年、雪組公演『星逢一夜』で大劇場演出デビューし、本作で第23回読売演劇大賞・優秀演出家賞を受賞した。
2018年、『BADDY（バッディ）-悪党（ヤツ）は月からやって来る-』で初めて大劇場作品のショー演出を手がけた。
2021年、月組公演『桜嵐記』が、第25回鶴屋南北戯曲賞の最終候補に残った。
2022年、3月末付けで宝塚歌劇団を退団した。
2023年、スペクタクルリーディング『バイオーム』（脚本）にて、第67回岸田國士戯曲賞ノミネート。

## 宝塚歌劇団での舞台作品

### 作・演出

#### 大劇場ミュージカル作品（宝塚大劇場、東京宝塚劇場）
- ミュージカル・ノスタルジー『星逢一夜』（2015年 雪組 主演：早霧せいな）[13]＊大劇場デビュー作
- トラジェディ・アラベスク『金色の砂漠』（2016年 - 2017年 花組 主演：明日海りお）
- ミュージカル・プレイ『神々の土地〜ロマノフたちの黄昏〜』（2017年 宙組 主演：朝夏まなと）[14]
- ミュージカル・シンフォニア『f f f －フォルティッシッシモ－』～歓喜に歌え！～（2021年 雪組 主演：望海風斗）
- ロマン・トラジック『桜嵐記（おうらんき）』（2021年 月組 主演：珠城りょう）

#### 大劇場ショー・レビュー作品
- ショー・テント・タカラヅカ『BADDY－悪党（ヤツ）は月からやって来る－』（2018年 月組 主演：珠城りょう）

#### その他の劇場の作品
- バウ・ロマン『月雲の皇子 -衣通姫伝説より-』（2013年 月組 宝塚バウホール・天王洲銀河劇場 主演：珠城りょう）＊演出家デビュー作
- 『翼ある人びと -ブラームスとクララ・シューマン-』（2014年 宙組 シアタードラマシティ、日本青年館 主演：朝夏まなと）
- 『FLYING SAPA －フライング サパ－』（2020年 宙組 梅田芸術劇場メインホール、日生劇場 主演：真風涼帆）

### 潤色・演出
- Once upon a time in Takarazuka『霧深きエルベのほとり』（2019年 星組 宝塚大劇場、東京宝塚劇場 主演：紅ゆずる）

### ディナーショーの構成・演出
- 月組ミュージック・パフォーマンス『MOON SKIP』（2017年 宝塚ホテル、ホテルグランドパレス 出演：宇月颯 他）

### 新人公演担当
- 2008年 宙組『Paradise Prince』[15]
- 2009年 星組『My dear New Orleans』[16]
- 2010年 月組『ジプシー男爵』[17]
- 2011年 宙組『クラシコ・イタリアーノ』[18]
- 2012年 月組『エドワード8世』[19]
- 2014年 月組『PUCK』[20]
- 2015年 星組『黒豹の如く』[21]
- 2015年 雪組『星逢一夜』[22]
- 2017年 宙組『神々の土地』[23]
- 2018年 雪組『凱旋門』[24]

### 演出助手
- 2007年 花組『舞姫』（演出：植田景子）宝塚バウホール・日本青年館
- 2007年 星組『シークレット・ハンター』（演出：児玉明子）博多座
- 2007年 星組『ネオ・ダンディズム! II』（演出：岡田敬二）博多座
- 2007年 雪組『シルバー・ローズ・クロニクル』（演出：小柳奈穂子）シアタードラマシティ・日本青年館
- 2007年 宙組『SECOND LIFE』（演出：鈴木圭）宝塚バウホール
- 2008年 花組『メランコリック・ジゴロ -あぶない相続人-』（演出：正塚晴彦）中日劇場
- 2008年 星組『ANNA KARENINA』（演出：植田景子）宝塚バウホール
- 2008年 雪組『ソロモンの指環』（演出：荻田浩一）
- 2008年 雪組『マリポーサの花』（演出：正塚晴彦）
- 2008年 宙組『Paradise Princess』（演出：植田景子）
- 2010年 月組『ジプシー男爵』（演出：谷正純）
- 2011年 宙組『ルナロッサ - 夜に惑う旅人 -』（演出：稲葉太地）
- 2012年 月組『春の雪』（演出：生田大和）宝塚バウホール・日本青年館
- 2013年 花組『戦国BASARA -真田幸村編-』（演出：鈴木圭）東急シアターオーブ
- 2014年 月組『THE KINGDOM』（演出：正塚晴彦）シアタードラマシティ・日本青年館
- 2016年 宙組『Shakespeare 〜空に満つるは、尽きせぬ言の葉〜』（演出：生田大和）
- 2016年 月組『NOBUNAGA＜信長＞ - 下天の夢 -』（演出：大野拓史）

## 宝塚歌劇団退団後の舞台作品
- スペクタクルリーディング『バイオーム』（2022年 東京建物 Brillia HALL）[25]＊作
- 2022年度 全国共同制作オペラ レオンカヴァッロ：歌劇『道化師』マスカーニ：歌劇『カヴァレリア・ルスティカーナ』（2023年 東京芸術劇場コンサートホール、愛知県芸術劇場大ホール）[26]＊演出

## 受賞歴
- 第23回読売演劇大賞 優秀演出家賞（2016年）－「星逢一夜」の評価により

## その他
- 2018年 京都大学未来フォーラム（第72回）『パンとサーカスの危ない時代に』講師[27]